# Tamarugal
Tamarugal is een provincie van Chili in de regio Tarapacá en telde 30.715 inwoners in 2017 en heeft een oppervlakte van 39.391 km². Hoofdstad is Pozo Almonte. In 2007 werd de provincie afgesplitst van Iquique.

## Gemeenten
De provincie Tamarugal is verdeeld in vijf gemeenten:
- Camiña
- Colchane
- Huara
- Pica
- Pozo Almonte